# 第5旅団 (陸上自衛隊)
第5旅団（だいごりょだん、JGSDF 5th Brigade）は、陸上自衛隊の旅団のひとつである。北部方面隊直轄にあり、旅団司令部を帯広市の陸上自衛隊帯広駐屯地に置く。

## 概要
1個即応機動連隊、2個普通科（軽）軽）基幹であり、機動旅団に分類される。5個の駐屯地（帯広駐屯地、美幌駐屯地、釧路駐屯地、鹿追駐屯地、別海駐屯地）に分かれて配置され、北海道道東の防衛警備、災害派遣を任務とするほか、民生協力および国際貢献活動を行っている。

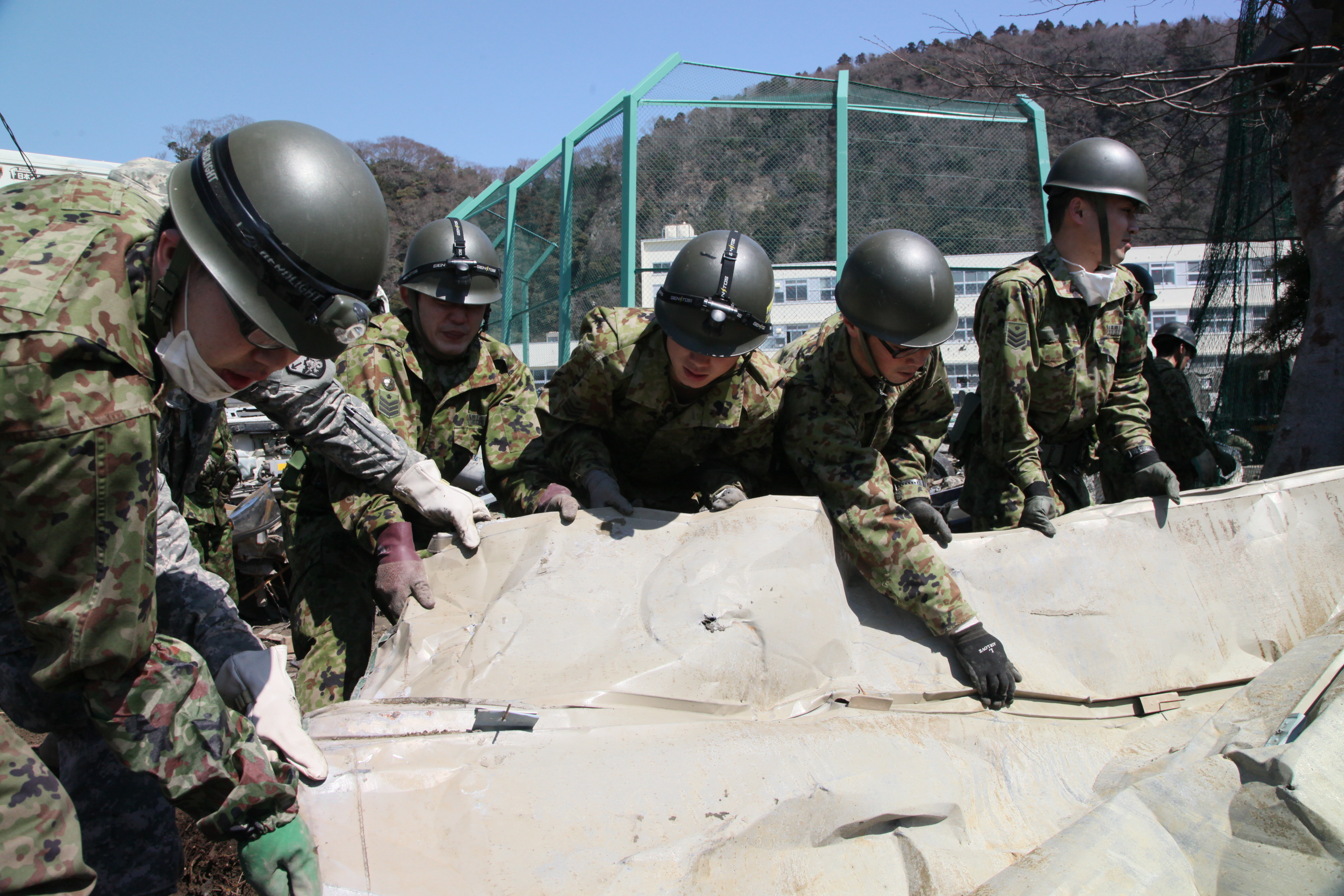
東日本大震災で被災した石巻市立湊小学校で瓦礫の片付けをする陸上自衛隊第5旅団の隊員

## 沿革
- 2004年（平成16年）3月29日：第5師団から旅団に改編。
- 2010年（平成22年）3月：ハイチ地震 (2010年)に伴う人道復興支援「ハイチ派遣国際救援隊」の第二次隊として派遣。
- 2011年（平成23年）4月22日：総合近代化旅団へ改編。即応予備自衛官を主体として構成される中隊・小隊を廃止しフル化改編。

1. 第4普通科連隊第4普通科中隊を北部方面混成団隷下の第52普通科連隊第3普通科中隊に改編。
2. 第6普通科連隊の第4普通科中隊を廃止。
3. 第27普通科連隊の第4普通科中隊を廃止。
4. 第5戦車隊を第5戦車隊大隊に縮小改編。
5. 第5施設中隊を第5施設隊編に改編。
6. 第5通信中隊を第5通信隊に改編。
7. 第5対舟艇対戦車中隊を廃止（人員の一部と装備を後身の第2対舟艇対戦車中隊へ異動）。
8. 第5化学防護小隊が司令部付隊に隷属のまま、第5化学防護隊へ改称。

- 2013年（平成25年）3月26日：第5化学防護隊が司令部付隊より独立新編[1]。

2020年頃の主要編成
第4・第6・第27普通科連隊、第5特科隊、第5高射特科中隊、第5戦車大隊
- 2023年（令和 5年）3月16日：機動旅団に改編[2]。
  - 第6普通科連隊を第6即応機動連隊に改編[3][4]。
  - 第5情報隊を帯広駐屯地に新編[4]。
  - 第5戦車大隊を第5戦車隊に縮小改編[4][5]。
  - 第5高射特科中隊を第5高射特科隊に改編。
  - 第5施設隊が2個施設中隊基幹に増強改編され、第2施設中隊を鹿追駐屯地に配置[4]。

## 編成・駐屯地
編成
- 第5旅団司令部
- 第6即応機動連隊（3個普通科中隊基幹）
- 第4普通科連隊（3個普通科中隊基幹）
- 第27普通科連隊（3個普通科中隊基幹）
- 第5特科隊
- 第5後方支援隊
- 第5高射特科隊
- 第5戦車隊
- 第5偵察隊
- 第5施設隊
- 第5飛行隊
- 第5通信隊
- 第5化学防護隊
- 第5情報隊
- 第5旅団司令部付隊
- 第5音楽隊

駐屯地
- 帯広駐屯地（帯広市）
  - 第5旅団司令部および同付隊
  - 第4普通科連隊
  - 第5特科隊
  - 第5後方支援隊
  - 第5施設隊（第2施設中隊を除く。）
  - 第5飛行隊
  - 第5通信隊
  - 第5高射特科隊
  - 第5化学防護隊
  - 第5情報隊
  - 第5音楽隊
- 美幌駐屯地（網走郡美幌町）
  - 第6即応機動連隊
- 釧路駐屯地（釧路郡釧路町）
  - 第27普通科連隊（第3普通科中隊を除く。）
- 鹿追駐屯地（河東郡鹿追町）
  - 第5戦車隊
  - 第5施設隊第2施設中隊
- 別海駐屯地（野付郡別海町）
  - 第5偵察隊
  - 第27普通科連隊第3普通科中隊

## 主要幹部
| 官職名                     | 階級    | 氏名     | 補職発令日     | 前職                   |
| -------------------------- | ------- | -------- | -------------- | ---------------------- |
| 第5旅団長                  | 陸将補  | 岸良知樹 | 2024年08月02日 | 陸上幕僚監部監理部長   |
| 副旅団長 兼 帯広駐屯地司令 | 1等陸佐 | 井上嘉史 | 2024年08月01日 | 東部方面総監部情報部長 |
| 幕僚長                     | 1等陸佐 | 後藤真二 | 2024年03月18日 | 第42即応機動連隊長     |

| 代 | 氏名     | 在職期間                        | 出身校・期              | 前職                                    | 後職                                                        |
| -- | -------- | ------------------------------- | ----------------------- | --------------------------------------- | ----------------------------------------------------------- |
| 01 | 井岡久   | 2004年03月29日 - 2006年03月27日 | 防大17期                | 陸上自衛隊富士学校普通科部長            | 退職 →2006年5月23日 逝去                                    |
| 02 | 姉崎泰司 | 2006年03月27日 - 2007年03月27日 | 防大19期                | 第5施設団長 兼 小郡駐屯地司令           | 第11師団長（末代） （陸将昇任）                             |
| 03 | 寺﨑芳治 | 2007年03月28日 - 2008年11月30日 | 防大20期                | 陸上幕僚監部監理部長                    | 陸上自衛隊関東補給処長 兼 霞ヶ浦駐屯地司令 （陸将昇任）     |
| 04 | 市田信行 | 2008年12月01日 - 2010年07月25日 | 防大21期                | 陸上幕僚監部装備部副部長                | 技術研究本部技術開発官 （陸上担当）（陸将昇任）             |
| 05 | 田口義則 | 2010年07月26日 - 2012年07月25日 | 東京学芸大学 昭和56年卒 | 防衛監察本部監察官                      | 第9師団長 （陸将昇任）                                      |
| 06 | 深津孔   | 2012年07月26日 - 2014年08月04日 | 防大26期                | 陸上幕僚監部監察官                      | 第4師団長 （陸将昇任）                                      |
| 07 | 德田秀久 | 2014年08月05日 - 2015年12月21日 | 防大27期                | 陸上自衛隊富士学校副校長                | 陸上自衛隊富士学校長 兼 富士駐屯地司令 （陸将昇任）         |
| 08 | 正木幸夫 | 2015年12月22日 - 2017年08月01日 | 東京大学 昭和59年卒     | 北部方面総監部幕僚長 兼 札幌駐屯地司令  | 退職                                                        |
| 09 | 堀井泰蔵 | 2017年08月01日 - 2019年08月22日 | 二松学舎大学 昭和62年卒 | 中部方面総監部幕僚副長                  | 第8師団長 （陸将昇任）                                      |
| 10 | 小瀬幹雄 | 2019年08月23日 - 2020年08月24日 | 東京大学 昭和61年卒     | 西部方面総監部幕僚長 兼 健軍駐屯地司令  | 陸上自衛隊関東補給処長 兼 霞ヶ浦駐屯地司令 （陸将昇任）     |
| 11 | 廣惠次郎 | 2020年08月25日 - 2021年12月21日 | 防大33期                | 陸上幕僚監部 指揮通信システム・情報部長 | 陸上自衛隊教育訓練研究本部長 兼 目黒駐屯地司令 （陸将昇任） |
| 12 | 鳥海誠司 | 2021年12月22日 - 2024年08月01日 | 防大34期                | 統合幕僚監部総務部長                    | 第1師団長 （陸将昇任）                                      |
| 13 | 岸良知樹 | 2024年08月02日 -                | 防大38期                | 陸上幕僚監部監理部長                    |                                                             |

## 警備地区
- 第5警備地区：北海道道東
  - 警備隊区：
    - 第4普通科連隊：帯広市、芽室町、中札内村、更別村、大樹町、広尾町、幕別町、豊頃町及び浦幌町[12]。
    - 第6即応機動連隊：北見市、網走市、網走郡（美幌町、津別町、斜里町、清里町、小清水町、訓子府町、置戸町、大空町）の2市8町[13]。
    - 第27普通科連隊：釧路市、根室市など釧路総合振興局、根室振興局の2市10町1村[14]。
    - 第5特科隊：陸別町、足寄町、音更町、池田町、本別町[15]。
    - 第5戦車隊：鹿追町、新得町、清水町、士幌町、上士幌町[1]。

## 廃止（改編）部隊
- 第5戦車隊「5戦」（鹿追駐屯地）：2011年（平成23年）4月21日廃止。第5戦車大隊へ改編。
- 第5対舟艇対戦車中隊「5対戦」（帯広駐屯地）：2011年（平成23年）4月21日廃止。所属人員の一部と装備を再編成した第2対舟艇対戦車中隊に転用。
- 第5施設中隊「5施」（帯広駐屯地）：2011年（平成23年）4月21日廃止。第5施設隊へ改編。
- 第5通信中隊「5通」（帯広駐屯地）：2011年（平成23年）4月21日廃止。第5通信隊へ改編。
- 第5化学防護小隊「5旅-付」（帯広駐屯地）：2011年（平成23年）4月22日廃止。　司令部付隊に隷属のまま、第5化学防護隊へ改編。
- 第6普通科連隊「6普」（美幌駐屯地）：2023年（令和5年）3月15日廃止。第6即応機動連隊に改編。
- 第5戦車大隊「5戦」（鹿追駐屯地）：2023年（令和5年）3月15日廃止。第5戦車隊に改編。